# City Observatory
Le City Observatory, également connu sous le nom de observatoire de Calton Hill, est un ancien observatoire astronomique situé sur Calton Hill, à Édimbourg, Écosse.
En 1890, l’observatoire a été remplacé par l’Observatoire royal, plus grand, situé au sud de la ville, où la pollution lumineuse était moindre. Le City Observatory est maintenant géré par le club d’astronomie local et est ouvert au public le vendredi.

## Description
Le bâtiment central ayant l’apparence d’un temple grec est le Playfair Building (1818), nommé d’après le concepteur du bâtiment, William Henry Playfair. La partie la plus ancienne est la tour gothique dans le coin sud-ouest, face à Princes Street et au château d’Édimbourg. Construite en 1776, elle est également connue sous le nom de Observatory House, l’ancien observatoire, ou d’après son concepteur James Craig, James Craig House. 

## Galerie

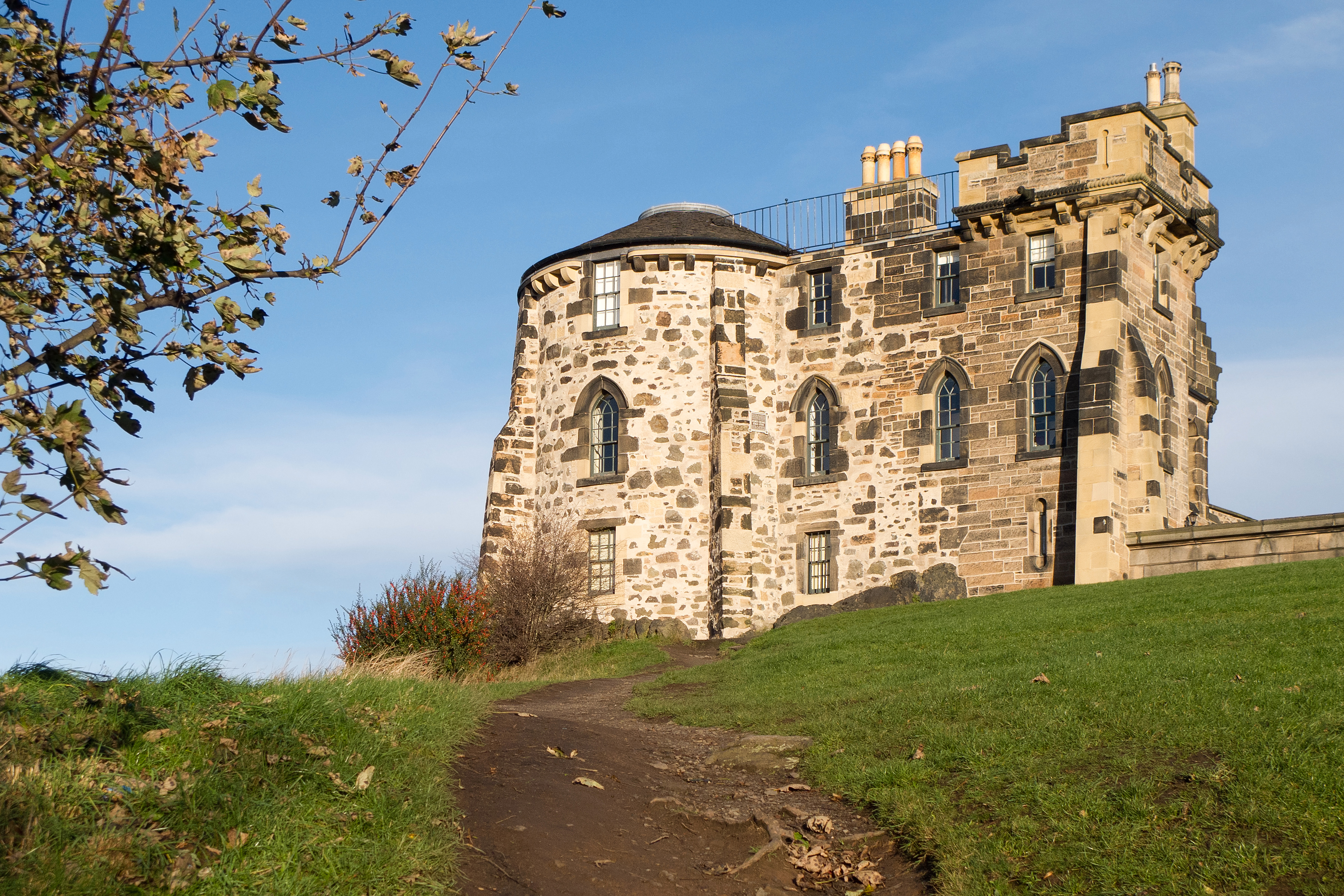
Tour néo-gothique
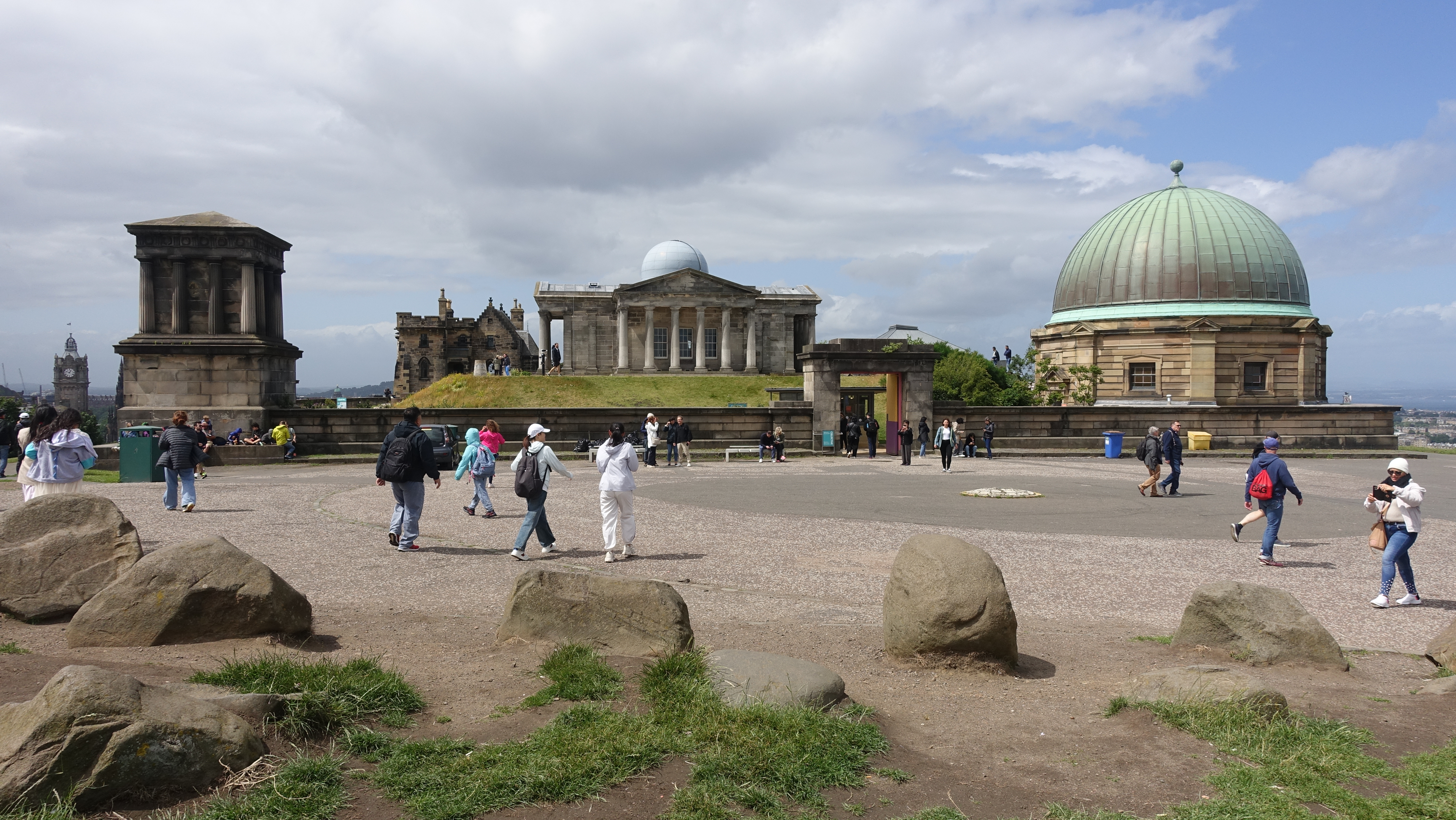
Vue d'ensemble
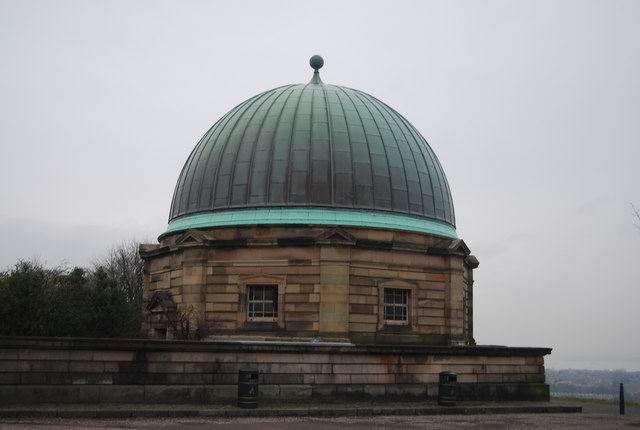
Dôme d'observation astronomique
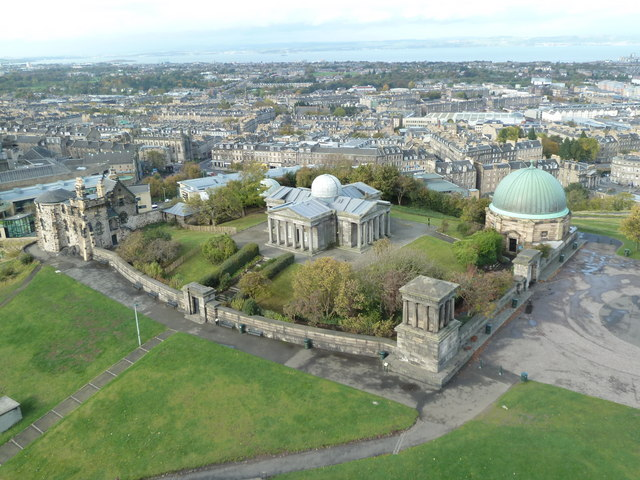
Vue du site